# Desa, Dolj
Desa este satul de reședință al comunei cu același nume din județul Dolj, Oltenia, România. Comuna are o populație de 4.609 de locuitori. Se află în partea de sud a județului, în Lunca Dunării.